# Bergwerk Mähringer Berg

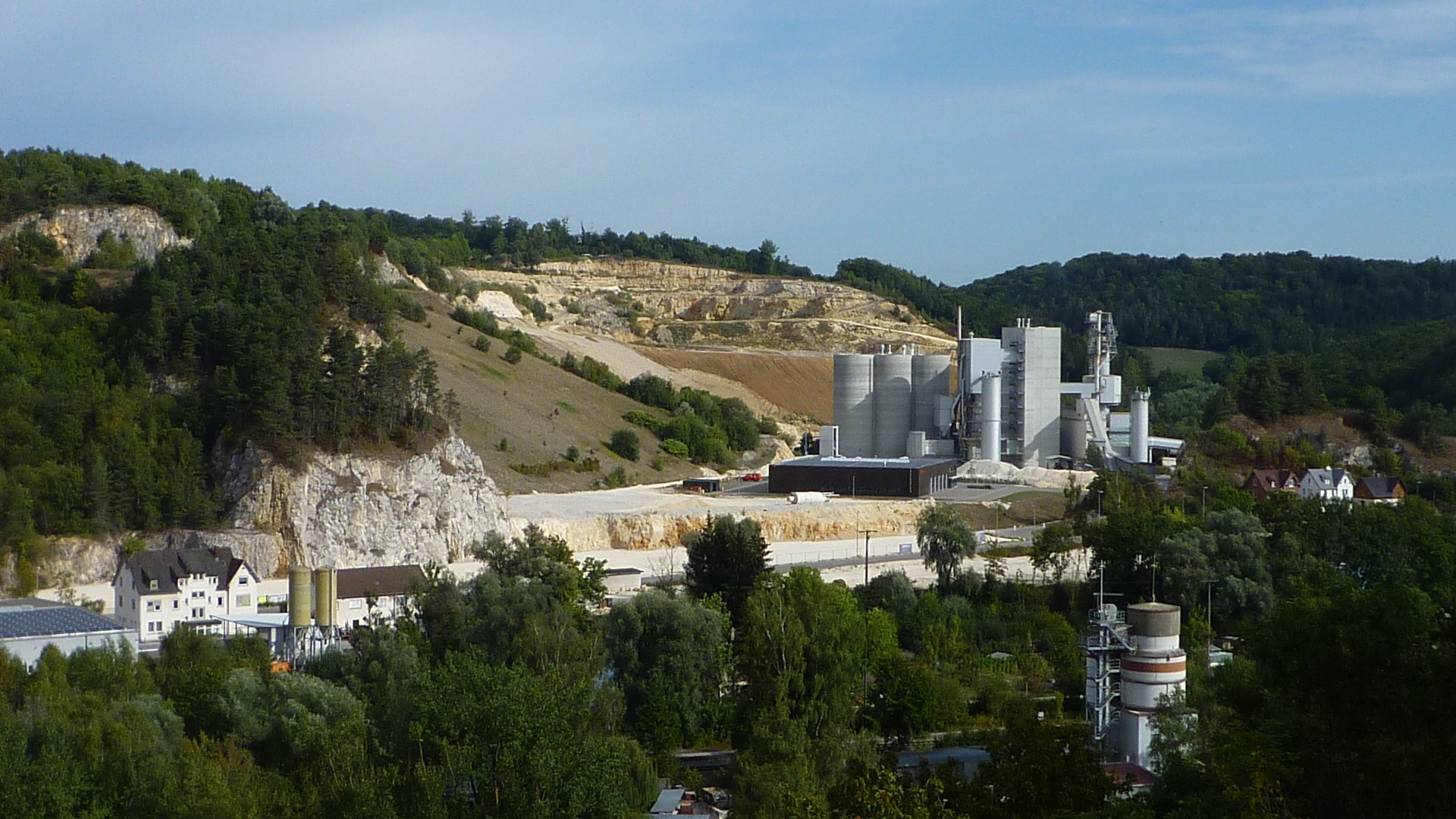
Kalksteinbruch

Das Bergwerk Mähringer Berg ist ein Bergwerk im Ortsteil Herrlingen von Blaustein. Betreiber ist die Märker-Gruppe. Gefördert werden etwa 500.000 t Kalkstein jährlich. 
Die Förderung begann um 1900. Der Gabriele-Stollen wurde 2000 als Ersatz für den erschöpften Steinbruch Blaustein-Herrlingen aufgefahren. Die Untertageförderung findet im Regelbetrieb seit 2009 statt. Gewonnen wird Ulmer Weiß, ein besonders reiner Kalkstein von teilweise über 99 % CaCO3.